# 塞萨洛尼基科技博物馆
40°33′45″N 22°59′43″E / 40.56250°N 22.99528°E
塞萨洛尼基科技博物馆（希臘語：Κέντρο Διάδοσης Επιστημών και Μουσείο Τεχνολογίας ΝΟΗΣΙΣ）是希腊中马其顿塞萨洛尼基的一个博物馆，位于郊区。

## 历史
塞萨洛尼基科技博物馆成立于1978年，是一个文化和教育的非盈利性组织。

## 藏品
该博物馆目前拥有许多展品，包括“交通科技”，展出汽车史上古董车的模型。不久，展馆还将展出古希腊科技，以及技术公园。

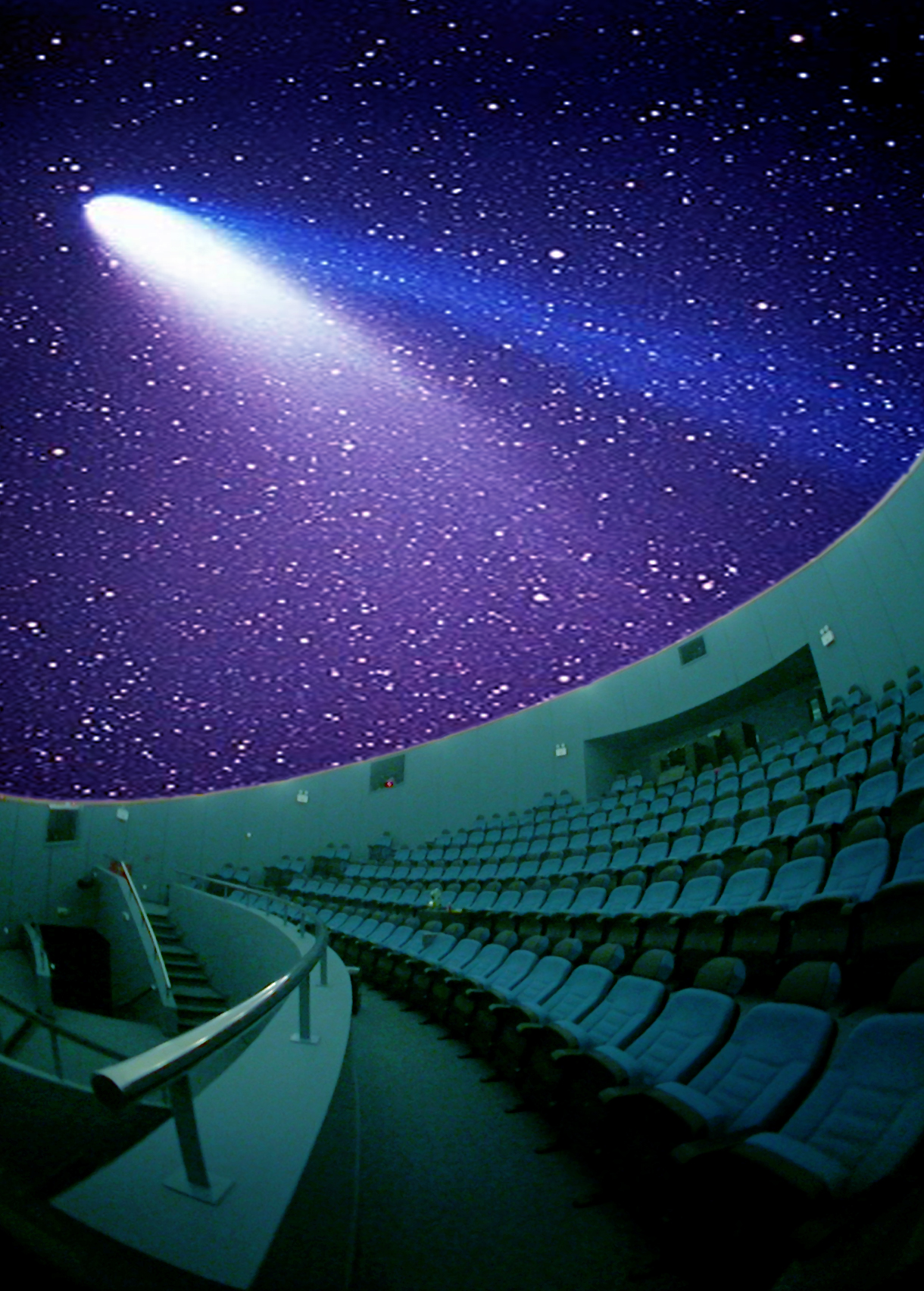
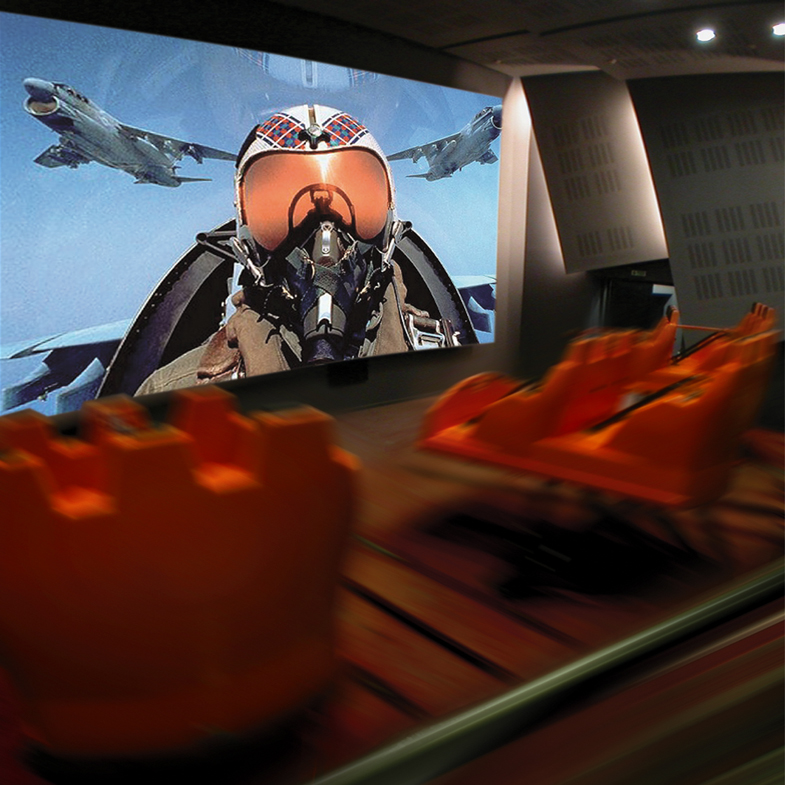
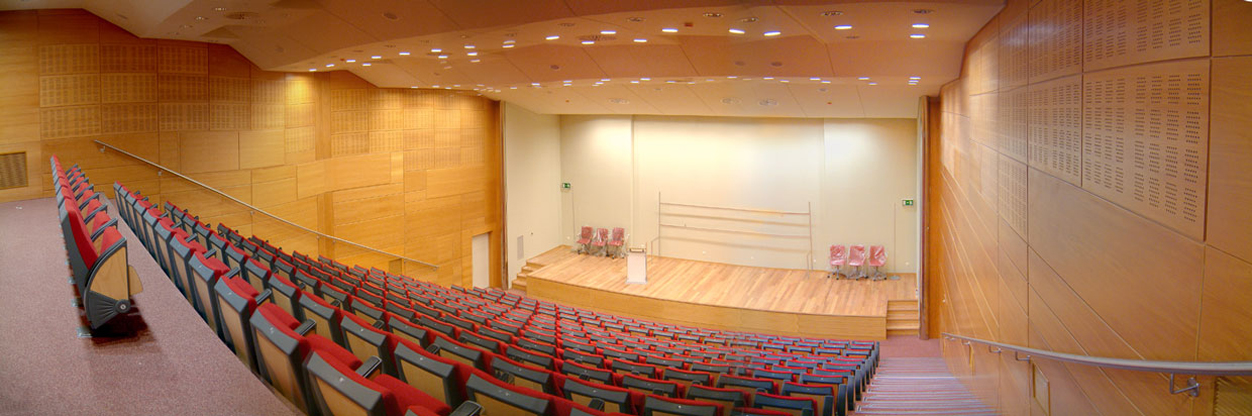
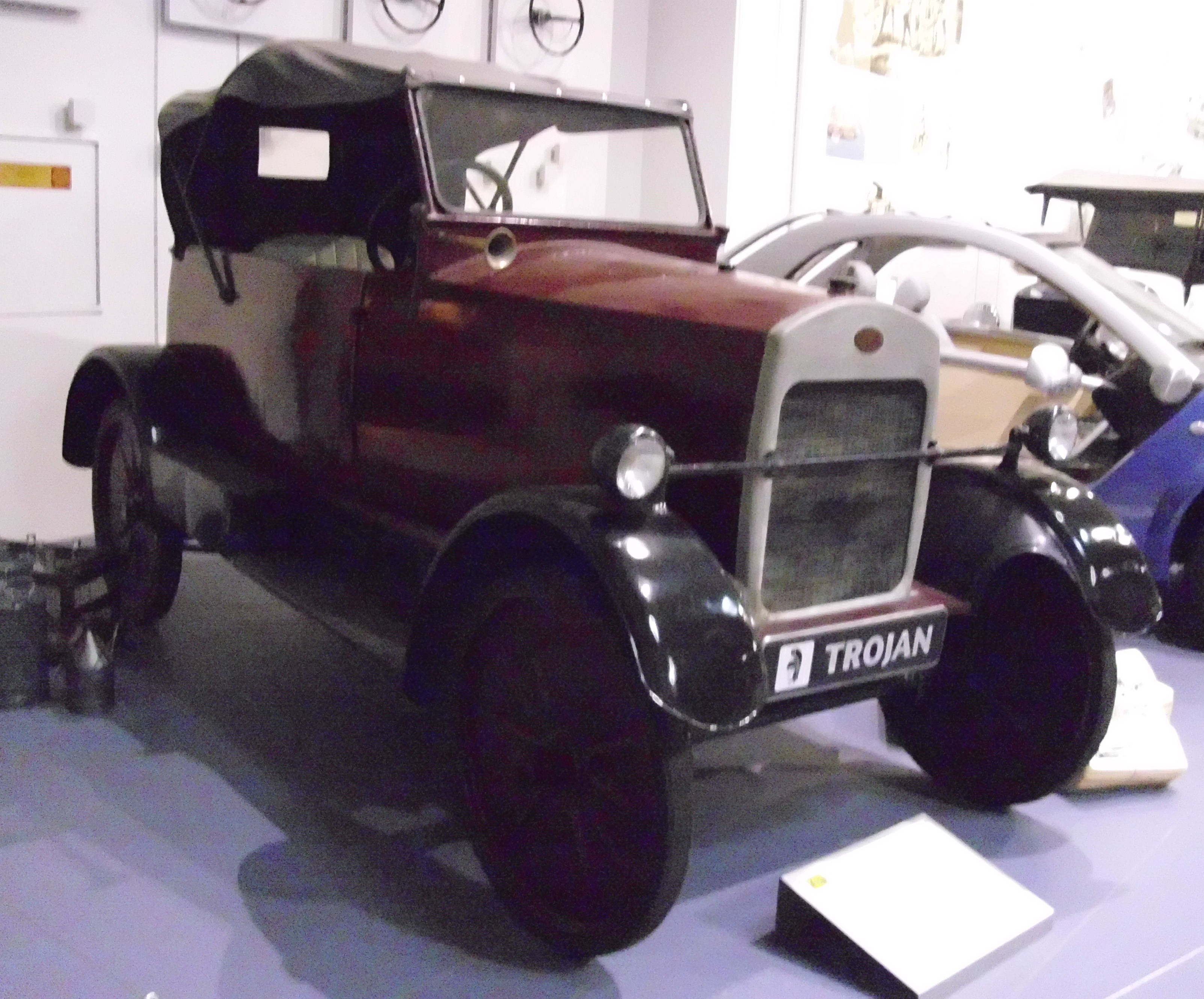
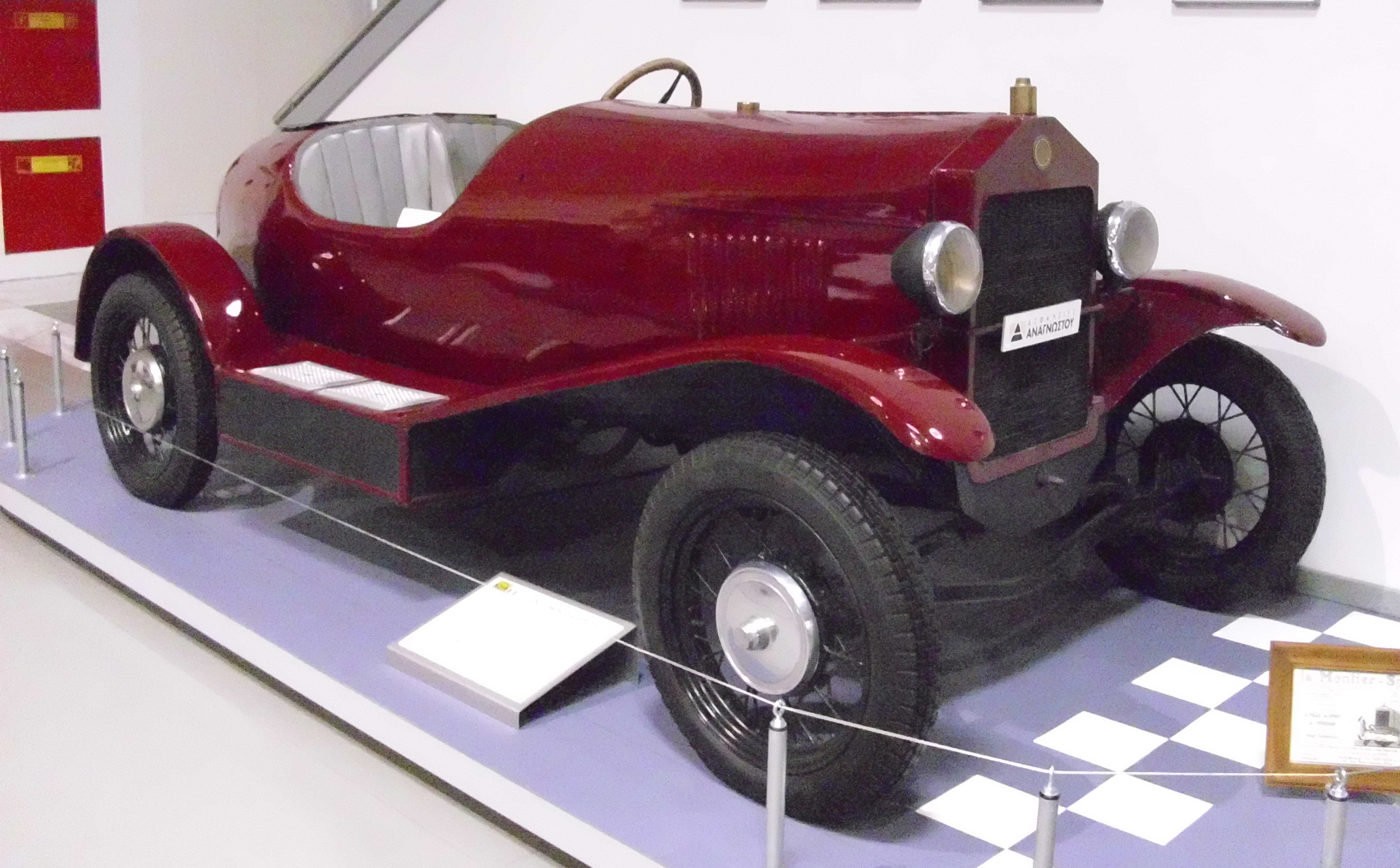
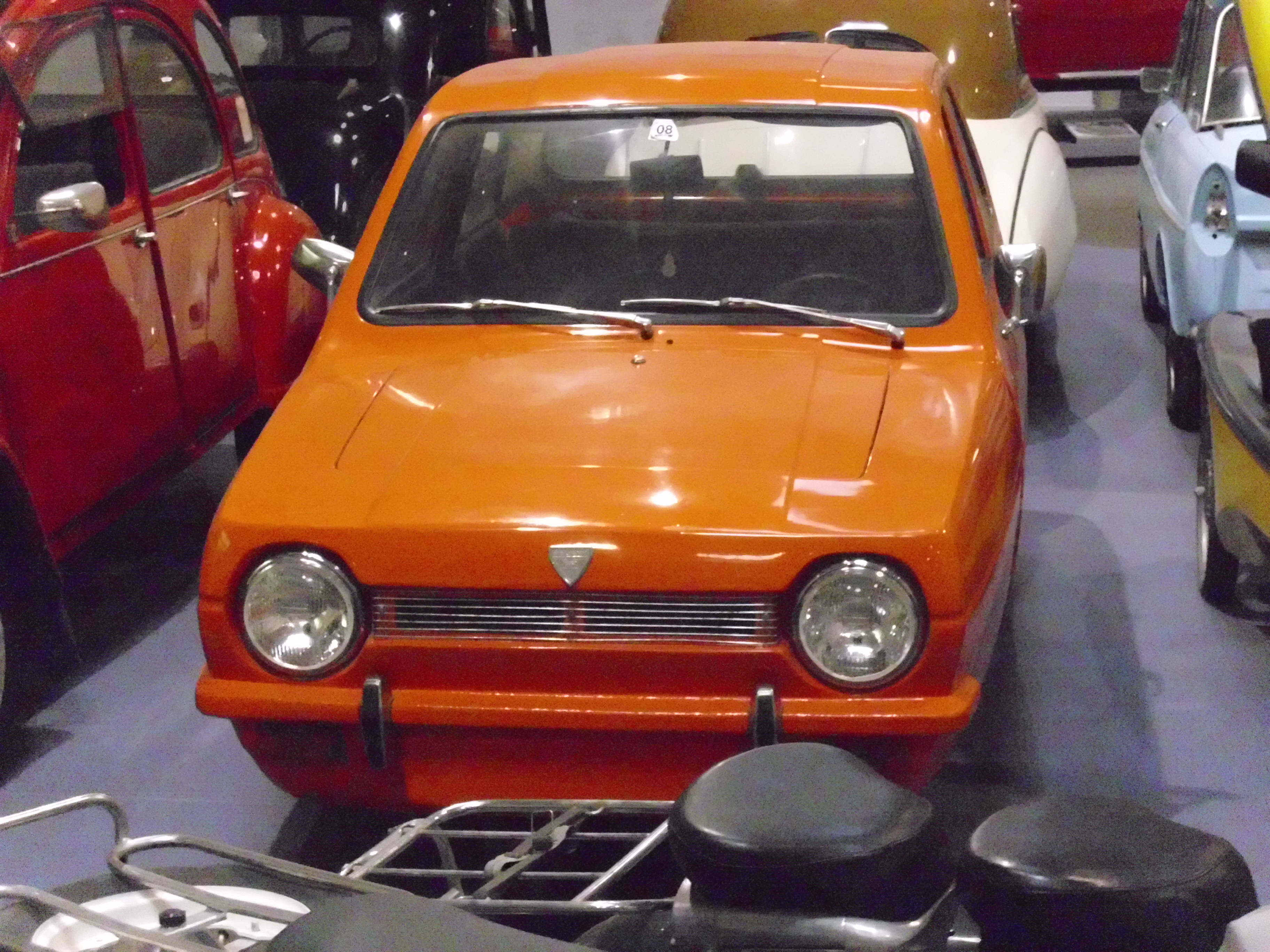
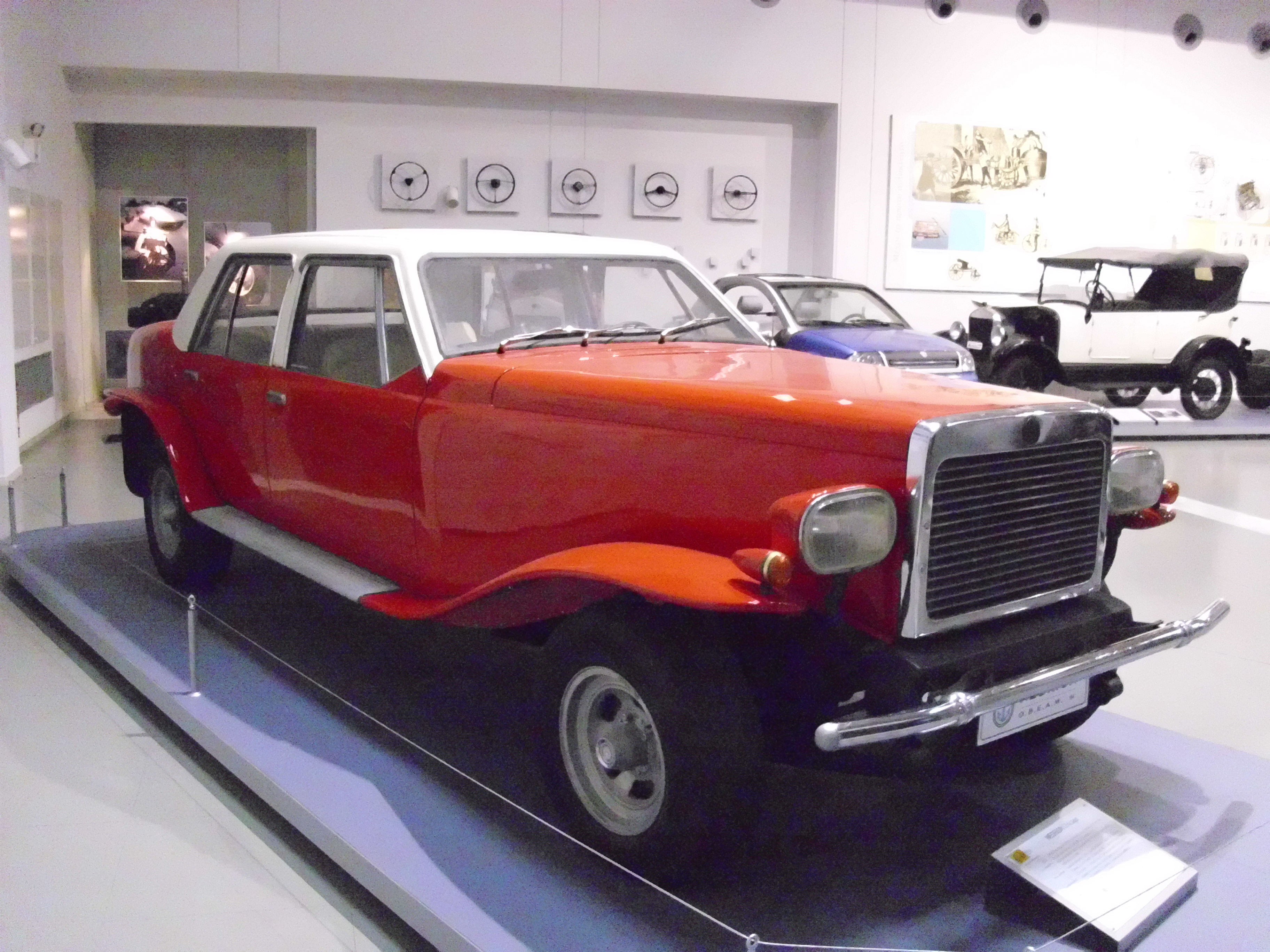
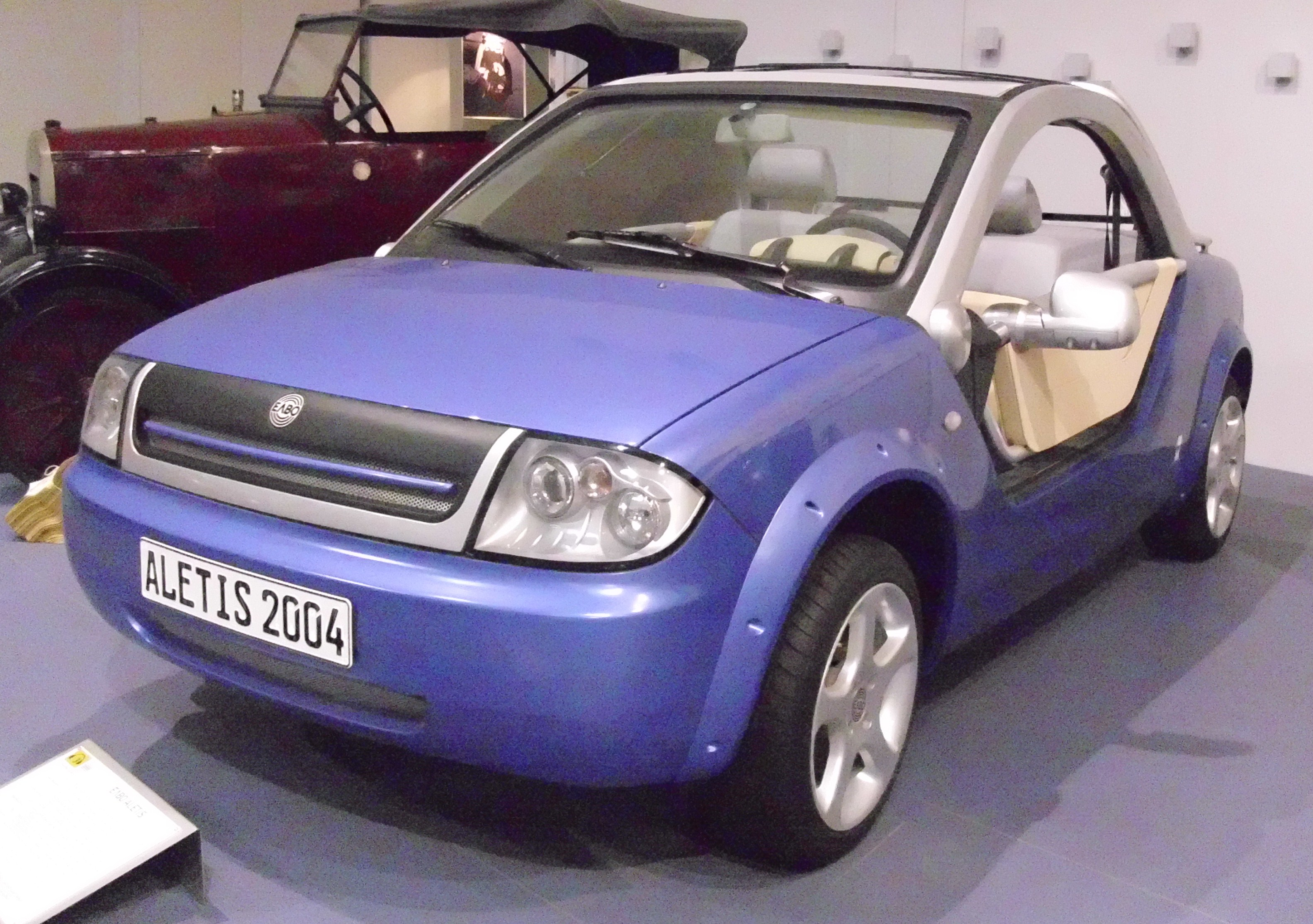

## 外部連結
- 官方网站